# 17 de Abril
17 de Abril ist eine Aldeia des osttimoresischen Sucos Meti Aut (Verwaltungsamt Cristo Rei, Gemeinde Dili). 2015 hatte die Aldeia 1066 Einwohner.

## Lage und Einrichtungen

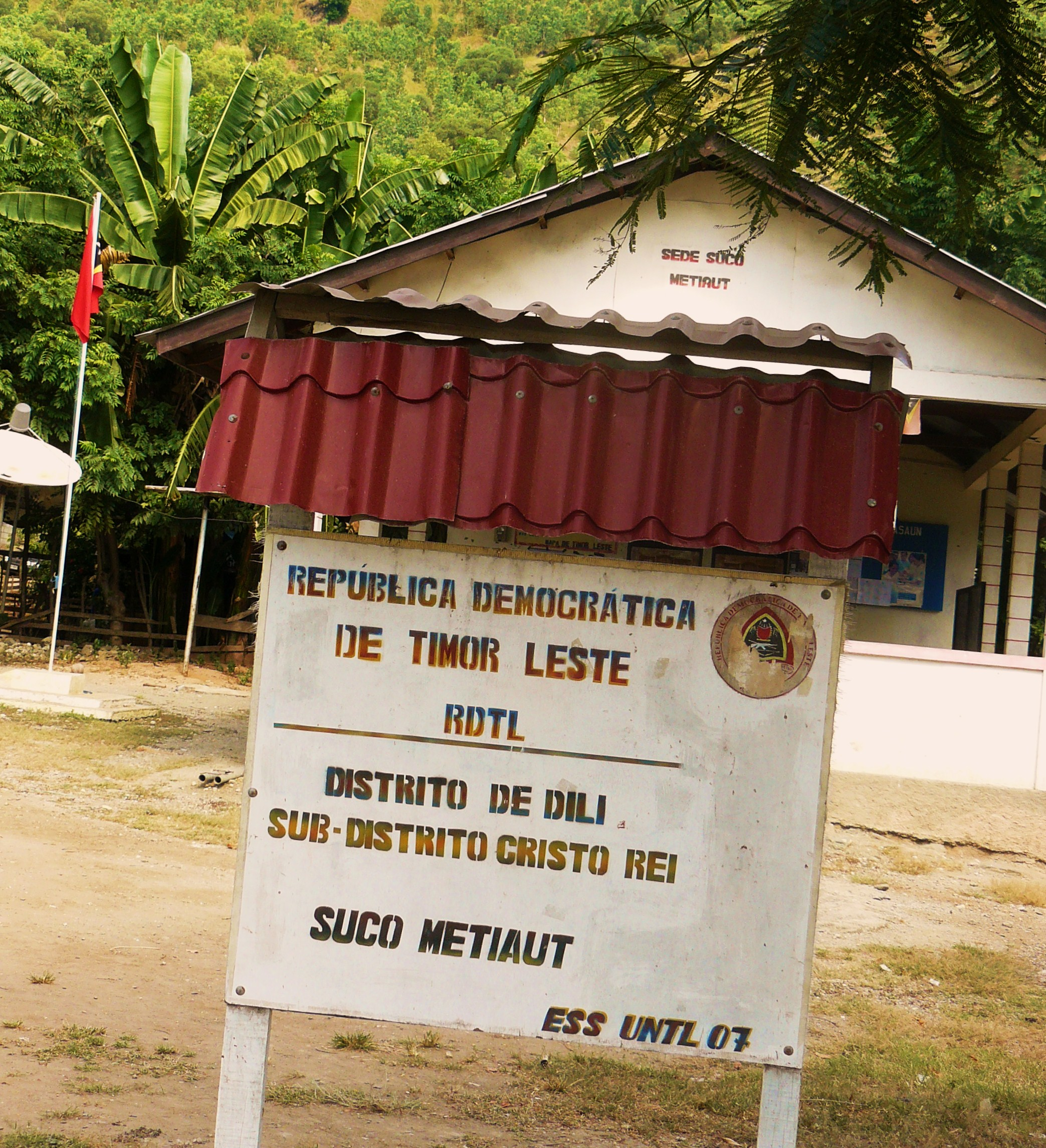
Sitz des Sucos Meti Aut

17 de Abril nimmt an der Küste der Bucht von Dili den Westen des Sucos Meti Aut ein und entspricht dem Stadtteil Meti Aut. Östlich liegt die Aldeia Carungu Lau. Im Süden und Westen grenzt 17 de Abril an den Suco Bidau Santana. An der Küste entlang führt die Avenida de Sant' Ana.
In 17 de Abril befindet sich der Sitz des Sucos Meti Aut, die Grundschule Ensino Basico 12 Metiaut und die Gruta Nossa Senhora dos Milagres, eine Mariengrotte.